# Massif de Ngovayang
Le massif de Ngovayang est un massif montagneux situé dans le Sud du Cameroun, le long du golfe de Guinée, à proximité de la localité de Ngovayang (Lolodorf).
Il est connu pour sa forte richesse floristique, son taux d’endémisme élevé et ses ressources en fer.